# Selenoproteiny
Selenoproteiny – grupa białek zawierających przynajmniej jedną resztę selenocysteiny (Sec, U, Se-Cys). 
Do białek tych zalicza się peroksydazę glutationową (GPX) oraz reduktazę tioredoksyny (TrxR/TXNRD) - obie posiadające po jednej reszcie Sec. Inną selenoproteiną jest selenoproteina P pospolicie występującą w osoczu krwi. Białko to ma aż 10 reszt Sec (9 w krótkiej C-terminalnej domenie oraz 1 w N-terminalnej domenie katalitycznej). Prawdopodobnie domena C-końcowa bogata w wysoko reaktywne atomy selenu służy jako bezpieczna forma transportu tego pierwiastka w krwiobiegu.